# 摩门虱目
摩门虱目（学名：Mormonilloida）为目的一个颚足纲。本目只有摩门虱科（Mormonillidae）一科。

## 下级分类
摩门虱科包括以下属：
- 摩门虱属 Mormonilla Giesbrecht, 1891
- 新摩门虱属 Neomormonilla Ivanenko & Defaye, 2006